# Disguise
Disguise —en español: Disfraz— es el quinto álbum de estudio de la banda estadounidense de metal gótico, Motionless in White, fue lanzado el 7 de junio a través de Roadrunner Records, es el segundo álbum que es lanzado a través de esta compañía tras su salida de Fearless Records. La lista de canciones del álbum se reveló el 17 de abril junto con el lanzamiento de los dos sencillos, "Disguise", que se había estrenado en Earthday Birthday en Orlando unos días antes, y "Brand New Numb". es el primer álbum con el exbajista de Ice Nine Kills, Justin Morrow, tras la salida del bajista Devin "Ghost" Sola, también es el primer álbum con Vinny Mauro como baterista oficial.

## Antecedentes
El 6 de mayo de 2018, Chris Motionless anunció a través de Instagram que el nuevo álbum se lanzaría en 2019. Afirmó que él, junto con Ryan Sitkowski y Ricky Olson, comenzaría a escribir a tiempo completo antes de la gira de Warped Tour ese verano.
El 17 de abril, la banda anunció que el álbum se titularía Disguise. El mismo día, lanzaron dos sencillos del álbum titulado "Disguise" y "Brand New Numb", junto con la lista de canciones y las ilustraciones oficiales creadas por Zach Dunn.
El 10 de mayo, la banda lanzó su tercer sencillo "Undead Ahead 2: The Tale of the Midnight Ride" y su correspondiente video musical.
El 5 de junio, unos días antes de la fecha de lanzamiento del álbum, la banda estrenó la canción "Thoughts & Prayers" en el Rock Show de Radio 1 de la BBC con Daniel P. Carter.

## Recepción y crítica
Disfraz recibió críticas mixtas de varios críticos de música. Already Heard le dio al álbum 3.5 de 5 y dijo: "En su mejor momento, Disguise ofrece un divertido grupo lleno de caos de metalcore con sabor gótico. Sin embargo, se hunde en algunos lugares, especialmente cuando salen de su zona de confort". Carlos Zelaya de Dead Press! le dio al álbum 4/10 diciendo: "Para su quinto álbum, Disguise , ya sabes bastante bien qué esperar en este momento, ya que el álbum está lleno de la firma gótica y metal teñido de la industria, con un poco de inmersión en los dedos del pie. nu-metal aquí y allá también". Wall of Sound le dio al álbum 3.5 de 5 diciendo: "Motionless In White lo ha vuelto a hacer, aunque no todas las canciones son geniales, hay una mezcla saludable de diferentes estilos y géneros que se adaptarían a los gustos musicales de cualquier persona. Sin que una canción suene similar a otra , es una bolsa de todo tipo!".

## Lista de canciones
| N.º | Título                                           | Duración |  |
| 1.  | «Disguise»                                       | 3:58     |  |
| 2.  | «Headache»                                       | 3:29     |  |
| 3.  | «</c0de>»                                        | 3:49     |  |
| 4.  | «Thoughts & Prayers»                             | 4:01     |  |
| 5.  | «Legacy»                                         | 3:33     |  |
| 6.  | «Undead Ahead 2: The Tale of the Midnight Ride»  | 4:34     |  |
| 7.  | «Holding on to Smoke»                            | 4:14     |  |
| 8.  | «Another Life»                                   | 3:25     |  |
| 9.  | «Broadcasting from Beyond the Grave: Death Inc.» | 3:54     |  |
| 10. | «Brand New Numb»                                 | 3:42     |  |
| 11. | «Catharsis»                                      | 3:52     |  |

## Personal
Créditos por AllMusic.
Motionless in White
- Chris "Motionless" Cerulli - voz, producción, teclados adicionales, guitarra adicional
- Ryan Sitkowski - guitarra líder, bajo, coros en pista 4
- Ricky "Horror" Olson - guitarra rítmica, bajo, coros, voz adicional en pista 6
- Justin Morrow - bajo, coros (aparece en los créditos pero no participó en el álbum)
- Vinny Mauro - batería, teclados, sintetizador

Producción
- Drew Fulk - producción
- Justin "JD" DeBlieck - ingeniero vocal, editor
- Tom Hane - ingeniero, compositor
- Jeff Dunne - ingeniero
- Johnny Andrews y Gaiapatra - composición
- Dave Rath - A&R
- Kim Schon - administración
- Zach Dunn - carátula del álbum
- Sean Smith - jefe de diseño
- Lindsay Adler - fotografía

## Posicionamiento
| Listas (2019)                         | Posición |
| ------------------------------------- | -------- |
| Australia (ARIA)                      | 32       |
| Austria (Ö3 Austria)                  | 69       |
| Estados Unidos (Billboard 200)        | 27       |
| Estados Unidos (Top Hard Rock Albums) | 2        |
| Estados Unidos (Top Rock Albums)      | 4        |
| Reino Unido (UK Albums Chart)         | 98       |
| Suiza (Schweizer Hitparade)           | 65       |